# Ягодин
51°11′34″ пн. ш. 23°49′41″ сх. д. / 51.19278° пн. ш. 23.82806° сх. д.
Ягоди́н (пол. Jagodzin) — пункт контролю через державний кордон України на кордоні з Польщею. Через пропускний пункт здійснюється два види пропуску: залізничний та автомобільний. На час дії військового часу пропуск легкових автомобілів не відбувається. Перетин кордону через автомобільний пункт пропуску можливий для вантажних автомобілів загальною вагою від 7,5 т та пасажирськими автобусами категорії D.

## Історія
Назва пункту пропуску походить від однойменного села, що існувало до 1940-х років (частково увійшло до меж сусіднього села Римачі). За даними 1885 року, Ягодин — колишнє власницьке село при річці Ягодинка, 702 особи, 122 двори, постоялий будинок.
29 квітня 2002 створено митний пост Ягодин, підпорядкований Ягодинській митниці
25–26 листопада 2018 року пункт пропуску блокувався власниками вживаних авто, так званими "євробляхарами".

## Автомобільний пункт пропуску
Розташований у Волинській області, Любомльський район, поблизу села Старовойтове на автошляху E373, з яким збігається М07. З польського боку розташований пункт пропуску «Дорогуськ», на однойменному автошляху в напрямку Холма.
Вид пункту пропуску — автомобільний. Статус пункту пропуску — міжнародний.
Характер перевезень — пасажирський, вантажний.
Окрім радіологічного, митного та прикордонного контролю, автомобільний пункт пропуску «Ягодин» може здійснювати санітарний, фітосанітарний, ветеринарний, екологічний контроль та контроль Служби міжнародних автомобільних перевезень.
Автомобільний пункт пропуску «Ягодин» входить до складу митного посту «Ягодин» Ягодинської митниці. Код пункту пропуску — 20502 01 00 (11).

## Залізничний пункт контролю
Залізничний пункт контролю фактично розташований у селі Римачі Любомльського району Волинської області. З польського боку розташований пункт пропуску «Дорогуськ».
Вид пункту пропуску — залізничний. Статус пункту пропуску — міжнародний.
Характер перевезень — пасажирський, вантажний.
Окрім радіологічного, митного та прикордонного контролю, залізничний пункт пропуску «Ягодин» може здійснювати санітарний, ветеринарний, фітосанітарний, радіологічний, та екологічний контроль.
Залізничний пункт контролю «Ягодин» входить до складу митного посту «Ягодин» Ягодинської митниці. Код пункту пропуску — 20500 02 00 (12).

## Галерея

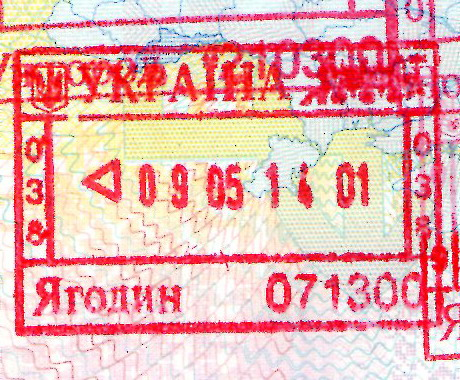
Штамп залізничного пункту пропуску "Ягодин"